# Біластин
Біластин — синтетичний препарат, що є похідним піперидину, та належить до антигістамінних препаратів ІІ покоління, для перорального застосування. Біластин уперше синтезований в Іспанії на початку XXI століття у лабораторії компанії «Фаес Фарма» та розповсюджується під торговельною маркою «Ніксар». Біластин дозволений для використання при алергічних захворюваннях Європейським агентством з лікарських засобів, але не затверджений FDA для використання на території Сполучених Штатів Америки. Біластин відповідає поточним критеріям європейської академії алергії та клінічної імунології (EAACI) а також крітеріям ARIA (алергічний риніт і його впливу на бронхіальну астму), для ліків, які використовуються при лікуванні алергічного риніту.

## Фармакологічні властивості
Біластин — синтетичний препарат, що є похідним піперидину та належить до групи антигістамінних препаратів ІІ покоління, неседативний антагоніст гістаміну тривалої дії, високоселективний блокатор периферичних H1-рецепторів, що не зв'язується з мускариновими рецепторами.
Механізм дії препарату полягає у селективному блокуванні Н1-рецепторів гістаміну. Препарат знижує проникність капілярів, запобігає розвитку та полегшує перебіг алергічних реакцій негайного типу, запобігає індукованим гістаміном спазмам гладкої мускулатури судин та внутрішніх органів. Біластин має високу специфічність дії на Н1-гістамінорецептори, та не має клінічно значимої дії на рецептори серотоніну, брадикініну, лейкотрієну D4, адрено- та мускаринові рецептори. Біластин також має здатність гальмувати вивільнення гістаміну, інтерлейкіну-4 та фактору некрозу пухлини з опасистих клітин та гранулоцитів, що забезпечує також протизапальну активність препарату. Згідно клінічних досліджень, біластин має високу ефективність при алергічному риніті та кропив'янці, яка аналогічна, а по деяким показникам вища, у порівнянні з цетиризином, фексофенадином, левоцетиризином та дезлоратадином. На відміну від антигістамінних препаратів І покоління, біластин погано проходить через гематоенцефалічний бар'єр та практично не має седативного ефекту. Біластин не має токсичного впливу на міокард навіть у високих дозах, не блокує калієві канали кардіоміоцитів, не викликає подовження інтервалу QT та інших порушеннями серцевої діяльності. Одночасне застосування препарату з кетоконазолом може призвести до подовження інтервалу QT на ЕКГ, але ця побічна дія найімовірніше спостерігається лише внаслідок дії кетоконазолу на міокард. На відміну від інших антигістамінних препаратів, біластин не посилює депресивний вплив етанолу на нервову систему.

### Фармакокінетика
Біластин швидко всмоктується в шлунково-кишковому тракті, початок дії препарату спостерігається за 30—60 хвилин після прийому препарату, максимальна концентрація в крові досягається протягом 1,3 години. Біодоступність препарату складає 60 %. Препарат добре (на 84—90 %)зв'язується з білками плазми крові. Біластин добре проникає у більшість тканин організму, але погано проникає через гематоенцефалічний бар'єр. Даних за проникнення біластину через плацентарний бар'єр та у грудне молоко відсутні. Препарат лише у незначній кількості (близько 5 %) метаболізується в печінці. Виводиться препарат переважно із калом (67 %), частково із сечею (33 %), переважно в незміненому вигляді. Період напіввиведення препарату складає в середньому 14,5 годин, немає даних за зміну цього часу у хворих із порушеннями функції печінки та нирок.

## Показання до застосування
Біластин застосовується при сезонному та цілорічному алергічному риніті та кропив'янці у дорослих та дітей старших 12 років.

## Побічна дія
При застосуванні біластину спостерігаються наступні побічні ефекти:
- Алергічні реакції — нечасто (0,1—1 %) свербіж шкіри, гарячка.
- З боку травної системи — нечасто (0,1—1 %) біль та неприємні відчуття в животі, нудота, діарея, сухість та герпетичні висипання у роті, диспепсія, гастрит, підвищений апетит.
- З боку нервової системи — часто (1—10 %) головний біль, сонливість; нечасто (0,1—1 %) головокружіння, сонливість, шум у вухах, тривожність.
- З боку серцево-судинної системи — нечасто (0,1—1 %) блокада правої ніжки пучка Гіса, синусова аритмія, подовження інтервалу QT на ЕКГ.
- Зміни в лабораторних аналізах — можуть спостерігатися підвищення активності амінотрансфераз та ГГТП, підвищення рівня тригліцеридів та креатиніну в крові.

## Протипоказання
Біластин протипоказаний при підвищеній чутливості до препарату. Біластин не застосовується при вагітності та годуванні грудьми. Препарат застосовується у дітей старших 12 років.

## Форми випуску
Біластин випускається у вигляді таблеток по 0,02 г.